# Live at Ronnie Scott’s London
Live at Ronnie Scott’s London — концертный альбом американской певицы Аниты О’Дэй, записанный 7 марта 1986 года в лондонском джаз-клубе Ronnie Scott’s Jazz Club при участии басиста Ленни Буша, барабанщика Джона Пула, пианиста Меррилла Хувера и саксофониста Томмии Уиттла, также велась видеосъёмка концерта.
Альбом был выпущен в Великобритании в 1986 году компаниями Wadham и Hendring на компакт-дисках и видеокласетах. В 1993 году пластинка была переиздана компанией Castle Classics с новым оформлением, а также названием Wave, в серии «Live At Ronnie Scott’s». В 2006 году был выпущен на дисках в США.

## Отзывы критиков
| Оценки критиков                            | Оценки критиков |
| Источник                                   | Оценка          |
| ------------------------------------------ | --------------- |
| AllMusic                                   | [ 3 ]           |
| Encyclopedia of Popular Music              | [ 4 ]           |
| MusicHound Jazz: The Essential Album Guide | [ 5 ]           |

В таких изданиях как AllMusic и Encyclopedia of Popular Music поставили альбому три звезды из пяти, в справочнике MusicHound Jazz: The Essential Album Guide — две.

## Список композиций
1. «Wave» (Антониу Карлос Жобин) — 2:40
2. «You’d Be So Nice to Come Home To» (Коул Портер) — 4:40
3. «On Green Dolphin Street» (Бронислав Капер, Нед Вашингтон) — 5:26
4. «I Can’t Get Started» (Вернон Дюк, Айра Гершвин) — 4:54
5. «It Don’t Mean a Thing (If It Ain’t Got That Swing)» (Дюк Эллингтон, Ирвинг Миллс) — 3:08
6. «The Street of Dreams» (Сэм М. Льюис, Виктор Янг) — 4:59
7. «’S Wonderful» (Джордж Гершвин, Айра Гершвин) — 4:36
8. «They Can’t Take That Away from Me» (Джордж Гершвин, Айра Гершвин) — 2:14
9. «Is You Is or Is You Ain’t My Baby?» (Билл Остин, Луи Джордан) — 3:14
10. «My Funny Valentine» (Лоренц Харт, Ричард Роджерс) — 5:16
11. «I Cried for You» (Гас Арнхайм, Артур Фрид, Эйб Лайман) — 6:40
12. «Four Brothers» (Джимми Джуффри) — 3:10
13. «Wave (Reprise)» (Антониу Карлос Жобин) — 2:24

## Участники записи
- Бас-гитара — Ленни Буш
- Вокал — Анита О’Дэй
- Саксофон, флейта — Томми Уиттл
- Ударные — Джон Пул
- Фортепиано — Меррилл Гувер